# Ximénès Doudan
Ximénès Doudan, né à Douai le 24 août 1800 et mort à Paris le 20 août 1872,, est un critique et moraliste français, dont l'œuvre ne fut découverte qu'à titre posthume.

## Biographie
Durant sa jeunesse parisienne, et après un séjour à Cambrai, il devient répétiteur au collège Henri-IV, vit rue des Sept-Voies, et a pour camarades Saint-Marc Girardin et Silvestre de Sacy. Il écrit dans La Revue française et au Journal des débats. Au milieu des années 1820, Girardin le recommande à Abel François Villemain, qui le présente à son tour à Victor de Broglie. 
Devenu l'intime d'Albertine de Staël-Holstein, fille de Mme de Staël qui avait épousé Victor de Broglie, il est nommé précepteur de Louis-Alphonse (1812-1842), fils d'Albert de Rocca et de Germaine de Staël, un enfant qui s'était retrouvé orphelin en 1818. 
Doudan devient le chef du cabinet des différents ministères du duc de Broglie entre 1830 et 1836, puis resta son secrétaire particulier, avant d'être nommé maître des requêtes au Conseil d'État.
Très gros lecteur, admirateur de Sainte-Beuve, il publia des critiques littéraires dans des journaux et correspondit avec un cercle d'ami(e)s, dont Eugénie de Guérin et Théobald Piscatory. Sa correspondance conservée court de 1823 à 1872. A sa mort en 1872, il eu le privilège d'être inhumé dans l'enclos funéraire de la maison de Broglie au cimetière de Broglie dans l'Eure.
Aucun livre de Doudan ne fut publié de son vivant. Après sa mort, c'est principalement Alfred-Auguste Cuvillier-Fleury qui édite de lui des Mélanges et Lettres (1876-1877), des Lettres (1879), des Pensées et fragments, suivis des Révolutions du goût (1881). En octobre 1876, Cuvillier-Fleury donne une conférence à l'Institut de France et sort de l'oubli, « l'aimable Doudan », qu'il présente comme « un auteur inconnu de tous, un libre-penseur dans le monde », et que la presse littéraire qualifie bientôt de « moraliste inédit ». Il fut lu par Friedrich Nietzsche, Jean-Marie Guyau, et Marcel Proust, entre autres.
Pasteur a donné une certaine notoriété, en le citant dans son Discours de réception à l'Académie française, à un passage de Doudan qui commence par la phrase : « Il y a longtemps que je pense que celui qui n'aurait que des idées claires serait assurément un sot ».
Selon Antoine Compagnon, il retombe après 1910, dans un relatif oubli.

## Œuvre
- Mélanges et lettres, avec une introduction de Joseph d'Haussonville et des notices signées Silvestre de Sacy et Alfred-Auguste Cuvillier-Fleury (1876-1877).
- Lettres (1879) — tomes I à IV, sur Gallica (BNF)
- Pensées et fragments suivis des révolutions du goût (1881)
- Des révolutions du goût, suivi de deux articles non recueillis précédemment. Introduction par Henri Moncel. Paris, 1924.

## Citations
- « Ne dites rien contre l'affectation du style ; c'est bien souvent un travail nécessaire pour faire sortir sa pensée du marbre où elle est enfermée ».
- « Il ne faut jamais quitter son mari parce que cela fait trop de peine de le revoir ».
- « Il y a quelque fantaisie de se faire exorciser, bien que cette cérémonie ne soit plus guère en usage dans l'Église. Aujourd'hui, c'est l'homéopathie qui a remplacé l'exorcisme ».